# Helio de Queiroz Boudet Fernandes
Helio de Queiroz Boudet Fernandes ( 1961 - ) es un botánico profesor brasileño.
Es curador del "Museo de Biología Mello Leitäo" (MBML), del Instituto Brasileño de Patrimonio Cultural.
Se graduó en Ciencias Biológicas en la Universidad Federal do Rio de Janeiro, en 1984; y su maestría en Ciencias Biológicas (Botánica) en la misma Universidad, en 1995. Es Técnico de nivel superior del Instituto do Patrimonio Histórico y Artístico Nacional; y profesor de la Escuela de Enseñanza Superior, São Francisco de Assis. Actúa principalmente en: Palmae, taxonomía.

## Algunas publicaciones
- 1983. Bactris do estado do Rio de Janeiro. Volumen 1, Nº 12 de Atas da Sociedade Botânica do Brasil. Ed. Sociedade Botânica do Brasil. 4 pp.

### Libros
- 1995. Palmeiras (Palmae) do gênero Bactris nativas no Espírito Santo, Brasil. Ed. Universidade Federal do Rio de Janeiro. 278 pp.

## Honores
- Miembro de la "Sociedade Botânica do Brasil"

- La abreviatura «H.Q.B.Fern.» se emplea para indicar a Helio de Queiroz Boudet Fernandes como autoridad en la descripción y clasificación científica de los vegetales.[1]